# Otto Simon
Otto Simon is een Nederlandse importeur van speelgoed, gevestigd in Almelo. Het bedrijf werd in 1911 opgericht door Otto Simon. In die tijd was het vooral een marskramersbedrijf dat gespecialiseerd was in kralen en glaswerk.
Na de Tweede Wereldoorlog kwam de nadruk meer op speelgoed te liggen. In 1955 werd het bedrijf een Besloten Vennootschap. Tot 1970 was het bedrijf zelfstandig en groeide uit tot een van de grootste speelgoedimporteurs van Europa. In eigen land had het een marktaandeel van 80%. Tussen 1970 en 1989 maakte het bedrijf deel uit van Bührmann-Tetterode. 
Otto Simon werkte in 1985 met circa 150 zelfstandige winkeliers samen in de formule Speelboom. In 1988 voegden Otto Simon, Vedes en Samen Sterk hun speelgoedwinkels samen in Toypartners; hieronder vielen onder andere de Speelboom, Wigwam en Speelgoed Idee. In 1989 werd de speelgoeddivisie van Otto Simon onderdeel van het Duitse Intercontor AG, een bedrijf dat viel onder Vedes. 
Sinds 1997 is het bedrijf van groothandel, een retailorganisatie geworden, met eigen speelgoedformules als Speelboom, Wigwam, Technohobby en Early Learning Centre. In 1999 werd bekend dat gestopt zou worden met de ELC -formule en in 2000 werden vervolgens de formules Wigwam en Speelboom ondergebracht in de nieuwe formule Top1Toys.
In 2021 nam Otto Simon onder andere Marskramer en Toys2Play over van de Audaxgroep.